# Aebi Schmidt
Das am Markt unter dem Namen Aebi Schmidt Group auftretende Unternehmen ist eine nach schweizerischem Recht organisierte Aktiengesellschaft. Die Aebi Schmidt Holding AG hat ihren Sitz in Frauenfeld TG und eine weitere Geschäftsadresse in Zürich.

## Geschichte
Das Unternehmen ging 2007 aus der Fusion der schweizerischen Aebi & Co. AG Maschinenfabrik aus Burgdorf BE und der Schmidt-Gruppe (Schmidt Winterdienst- und Kommunaltechnik) aus dem süddeutschen St. Blasien hervor. Heute ist die Aebi Schmidt Group ein Anbieter von Produkten zur Bewirtschaftung von sicherheits- sowie betriebsrelevanten Verkehrsflächen und anspruchsvollem Gelände. Sie beschäftigt rund 3'000 Mitarbeitende in 17 Verkaufsorganisationen und mehr als einem Dutzend Werken weltweit. Aebi Schmidt führt die Marken Aebi, Schmidt, Arctic, Nido, Meyer, Swenson, ELP, MB und Monroe. Die Gruppe erwirtschaftet einen Umsatz von rund 740 Mio. EUR pro Jahr. Das Unternehmen befindet sich vollständig im Privatbesitz. Mehrheitsaktionär ist mit einem Anteil von 54 Prozent die PCS Holding AG von Peter Spuhler.

## Produkte
Das Angebot der Gruppe umfasst eigene Fahrzeuge sowie An- und Aufbaugeräte für die Fahrzeugausrüstung. Im Vordergrund stehen dabei Fahrzeuge und Anwendungen zur Reinigung, Schneeräumung und Glättebekämpfung auf Flughäfen und Strassen, Kehrmaschinen und Fahrzeuge für alltägliche Aufgaben in der Kommunal- und Landwirtschaft, die Bewirtschaftung anspruchsvoller, steiler Grünflächen, Schneeräumkonzepte für Gleisfahrzeuge sowie Support- und Serviceleistungen.